# Niall Quinn
Niall John Quinn (født 6. oktober 1966 i Dublin, Irland) er en tidligere irsk fodboldspiller samt fodboldtræner, der spillede som angriber hos de engelske klubber Arsenal F.C., Manchester City og Sunderland A.F.C. Efter sit karrierestop var han desuden en kort overgang manager hos Sunderland.
Med Arsenal F.C. vandt Quinn i 1989 Premier League og var desuden med til at vinde Liga Cuppen i 1987.

## Landshold
Quinn nåede gennem sin karriere at spille 92 kampe og score 21 mål for Irlands landshold, som han repræsenterede mellem 1986 og 2002. Han var blandt andet en del af den irske trup til VM i 1988, samt til VM i 1990 og VM i 2002.

## Titler
Premier League
- 1989 med Arsenal F.C.

Liga Cup
- 1987 med Arsenal F.C.